# Johann Burger (Agronom)

Johann Burger (1773–1842)

Johann Burger (* 5. August 1773 in Wolfsberg, Kärnten; † 24. Januar 1842 in Wien) war ein österreichischer Agrarwissenschaftler.

## Leben und Wirken
Burger, Sohn eines Arztes, ging zunächst bei einem Chirurgen in die Lehre, studierte Medizin in Klagenfurt und erhielt 1794 die Magisterwürde. Nach dreijähriger Tätigkeit in der Arztpraxis seines früh verstorbenen Vaters setzte er sein Medizinstudium an der Universität Wien fort und beendete es 1798 an der Universität Freiburg i. Br. mit der Promotion. Dann kehrte er in seine Heimatstadt Wolfsberg zurück und ließ sich als praktischer Arzt nieder.
Wie Albrecht Daniel Thaer betrieb auch Burger neben seiner ärztlichen Tätigkeit intensive botanische Studien. In seinem Hausgarten züchtete er Blumen. Durch Thaers landwirtschaftliche Schriften fand er den Weg zum wissenschaftlichen Landbau. 1804 pachtete er einen kleinen Gutsbetrieb bei Wolfsberg. Hier widmete er sich besonders dem Anbau von Mais. Er besorgte sich aus vielen Ländern Saatgut dieser Kulturpflanze und prüfte die Anbauwürdigkeit der unterschiedlichen Varietäten. Er studierte die gesamte Maisliteratur und führte einen umfangreichen Briefwechsel mit Landwirten im In- und Ausland. 1809 veröffentlichte er eine "Vollständige Abhandlung über die Naturgeschichte, Cultur und Benützung des Mais oder türkischen Weitzens". Diese erste Mais-Monographie war jahrzehntelang ein unübertroffenes Standardwerk und gehört heute zu den "Klassikern" der pflanzenbaulichen Fachliteratur.
Von 1808 bis 1820 wirkte Burger als Professor für Landwirtschaft am Lyzeum in Klagenfurt. Mit dem Erwerb eines größeren Gutes unweit von Klagenfurt erweiterte er seine Versuchsbasis. In den Jahren der Napoleon´schen Kontinentalsperre beschäftigte er sich vornehmlich mit der Gewinnung von Zucker aus Weintrauben, Pflaumen, Mais und Ahornsaft und publizierte die Ergebnisse 1811 und 1812 in zwei Schriften. Daneben förderte er nachhaltig die Tätigkeit der Kärntner Ackerbaugesellschaft. So unterstützte er deren Pläne zur Einführung von Versicherungen gegen Feuer und Hagelschäden.
In Klagenfurt schrieb Burger sein wissenschaftliches Hauptwerk, ein zweibändiges "Lehrbuch der Landwirthschaft". Der erste Band erschien 1819, der zweite 1821. In diesem Buch gliedert Burger die Landwirtschaftslehre in fünf Hauptgebiete: Agronomie (Standortlehre), Agrikultur (Düngerlehre), Pflanzenkultur (Allgemeiner und Spezieller Pflanzenbau), Viehzucht und Haushaltslehre (Ökonomie). Wegen der sprachlichen Klarheit und der logischen Systematik gehörte dieses Werk zu den besten Lehrbüchern seiner Zeit. Bis 1838 erlebte es vier Auflagen. Auch in anderen europäischen Ländern wurde es hochgeschätzt. Es erschienen Ausgaben in polnischer, russischer, schwedischer, französischer und englischer Sprache.
1820 wurde Burger als Gubernialrat nach Triest versetzt und mit der Grundabschätzung für Steuerkataster betraut. Die gleiche Arbeit wurde ihm später für das lombardisch-venezianische Königreich übertragen. Als wissenschaftliches Ergebnis dieser Tätigkeit veröffentlichte Burger 1831/32 das zweibändiges Werk „Reise durch Ober-Italien mit vorzüglicher Rücksicht auf den gegenwärtigen Zustand der Landwirthschaft ...“. Das zweimal neu aufgelegte Buch gilt als ein Meisterwerk der Darstellung landwirtschaftlicher Verhältnisse in einer Region.
1830 nahm Burger seinen Wohnsitz in Wien und organisierte die Grundabschätzungen für die Steuerkataster in Niederösterreich. Gleichzeitig war er aktives Mitglied in der Landwirtschafts-Gesellschaft in Wien und von 1838 bis zu seinem Tode deren Sekretär. Während der letzten Jahre seines Lebens beschäftigte er sich überwiegend mit der Kultur der Weinrebe. Neben kleineren Beiträgen in Fachzeitschriften veröffentlichte er 1837 eine „Systematische Klassifikation und Beschreibung der in österreichischen Weingärten vorkommenden Traubenarten ...“. 
Burger war ein unermüdlicher Forscher, der ganz für die Landwirtschaft lebte. Er hat sich sowohl um eine wissenschaftlich fundierte als auch um eine an den Bedürfnissen der Praxis orientierte Landwirtschaftslehre große Verdienste erworben. Er gehört zu den herausragenden Landbauwissenschaftlern in der ersten Hälfte des 19. Jahrhunderts.
Seit 1801 verheiratet, war er Vater von sieben Kindern, darunter der Jurist und Politiker Friedrich Moritz von Burger und der Gymnasialdirektor und Politiker Johann Burger.

## Hauptwerke
- Vollständige Abhandlung über die Naturgeschichte, Cultur und Benützung des Mais oder türkischen Weitzens. Joseph Geistingers Verlag Wien 1809; 2. Aufl. I. C. Kummer Leipzig 1811.
- Untersuchungen über die Möglichkeit und den Nutzen der Zuckererzeugung aus dem Safte der Weintrauben in den österreichischen Staaten. Verlag Leon Klagenfurt 1811.
- Versuche über die Darstellung des Zuckers aus dem Safte inländischer Pflanzen. Verlag Gerold Wien 1812.
- Lehrbuch der Landwirthschaft. 2 Bde., Verlag Gerold Wien 1819 u. 1821; 2. Aufl. ebd. 1823 u. 1824; 3. Aufl. ebd. 1830; 4. Aufl. ebd. 1838.
- Reise durch Ober-Italien mit vorzüglicher Rücksicht auf den gegenwärtigen Zustand der Landwirthschaft, die Größe der Bevölkerung, Bodenfläche, Besteuerung und den Kauf- und Pachtwerth der Gründe. 2 Bde., Verlag Doll Wien 1831 u. 1832; Neuauflagen unter dem Titel: Die Landwirthschaft in Ober-Italien, geschildert auf einer Reise von Triest über Venedig nach Mailand, und von da an in alle Gegenden der Lombardei. Mit historischen, statistischen, geographischen und vorzüglich landwirthschaftlichen Bemerkungen. 2 Bde., Verlag Braumüller Wien: erste Neuausgabe 1843, zweite Neuausgabe 1851.
- Systematische Klassifikation und Beschreibung der in österreichischen Weingärten vorkommenden Traubenarten, mit den charakteristischen Merkmalen der Gattungen und Arten, ihren wissenschaftlichen und ortsüblichen Benennungen und den besonderen Eigenschaften der Trauben und der aus ihnen gekelterten Weine. Verlag Gerold Wien 1837.